# Rosema dolorosa
Rosema dolorosa är en fjärilsart som beskrevs av Druce 1901. Rosema dolorosa ingår i släktet Rosema och familjen tandspinnare. Inga underarter finns listade.